# Eriocottis nodicornella
Eriocottis nodicornella är en fjärilsart som beskrevs av Hans Rebel 1911. Eriocottis nodicornella ingår i släktet Eriocottis och familjen Eriocottidae. Inga underarter finns listade i Catalogue of Life.